# GT Challenge at VIR 2022
Navigation
Édition précédente Édition suivante
Le GT Challenge at VIR 2022 (officiellement appelé 2022 Michelin GT Challenge at VIR) a été une course de voitures de sport organisée sur le Virginia International Raceway à Alton en Virginie, aux États-Unis qui s'est déroulée du 26 août 2022 au 28 août 2022. Il s'agissait de la onzième manche du championnat WeatherTech SportsCar Championship 2022 et seules les catégories GTD Pro et GTD de voitures du championnat ont participé à la course.

## Engagés
La liste officielle des engagés était composée de 18 voitures, dont 5 en Grand Touring Daytona Pro et 13 en Grand Touring Daytona.

## Course

### Classement de la course
Voici le classement officiel au terme de la course.
- Les vainqueurs de chaque catégorie sont signalés par un fond jauni.
- Pour la colonne Pneus, il faut passer le curseur au-dessus du modèle pour connaître le manufacturier de pneumatiques.

| Pos  | Classe  | no | Écurie                         | Pilotes                             | Châssis                                 | Pneus | Tours | Temps               |
| ---- | ------- | -- | ------------------------------ | ----------------------------------- | --------------------------------------- | ----- | ----- | ------------------- |
| Pos  | Classe  | no | Écurie                         | Pilotes                             | Moteur                                  | Pneus | Tours | Temps               |
| 1    | GTD Pro | 9  | Pfaff Motorsports              | Matt Campbell Mathieu Jaminet       | Porsche 911 GT3 R                       | M     | 86    | 2 h 40 min 37 s 906 |
| 1    | GTD Pro | 9  | Pfaff Motorsports              | Matt Campbell Mathieu Jaminet       | Porsche MA1.76/MDG.G 4,0 L Flat-6 Atmo  | M     | 86    | 2 h 40 min 37 s 906 |
| 2    | GTD Pro | 3  | Corvette Racing                | Antonio García Jordan Taylor        | Chevrolet Corvette C8.R GTD             | M     | 86    | + 0 s 823           |
| 2    | GTD Pro | 3  | Corvette Racing                | Antonio García Jordan Taylor        | Chevrolet 5,5 L V8 Atmo                 | M     | 86    | + 0 s 823           |
| 3    | GTD     | 57 | Winward Racing                 | Philip Ellis Russell Ward (en)      | Mercedes-AMG GT3 Evo                    | M     | 86    | + 4 s 463           |
| 3    | GTD     | 57 | Winward Racing                 | Philip Ellis Russell Ward (en)      | Mercedes-Benz M159 6,2 L V8 Atmo        | M     | 86    | + 4 s 463           |
| 4    | GTD     | 27 | Heart of Racing Team           | Roman De Angelis (en) Maxime Martin | Aston Martin Vantage AMR GT3            | M     | 86    | + 10 s 799          |
| 4    | GTD     | 27 | Heart of Racing Team           | Roman De Angelis (en) Maxime Martin | Aston Martin 4,0 L V8 Turbo             | M     | 86    | + 10 s 799          |
| 5    | GTD     | 1  | Paul Miller Racing             | Bryan Sellers Madison Snow          | BMW M4 GT3                              | M     | 86    | + 12 s 960          |
| 5    | GTD     | 1  | Paul Miller Racing             | Bryan Sellers Madison Snow          | BMW S58B30T0 3,0 L i6 M TwinPower Turbo | M     | 86    | + 12 s 960          |
| 6    | GTD     | 12 | Vasser-Sullivan Racing         | Frankie Montecalvo Aaron Telitz     | Lexus RC F GT3                          | M     | 86    | + 14 s 475          |
| 6    | GTD     | 12 | Vasser-Sullivan Racing         | Frankie Montecalvo Aaron Telitz     | Toyota 2UR 5,0 L V8 Atmo                | M     | 86    | + 14 s 475          |
| 7    | GTD     | 16 | Wright Motorsports             | Ryan Hardwick Jan Heylen            | Porsche 911 GT3 R                       | M     | 86    | + 15 s 136          |
| 7    | GTD     | 16 | Wright Motorsports             | Ryan Hardwick Jan Heylen            | Porsche MA1.76/MDG.G 4,0 L Flat-6 Atmo  | M     | 86    | + 15 s 136          |
| 8    | GTD     | 79 | WeatherTech Racing             | Cooper MacNeil Jules Gounon         | Mercedes-AMG GT3 Evo                    | M     | 86    | + 15 s 454          |
| 8    | GTD     | 79 | WeatherTech Racing             | Cooper MacNeil Jules Gounon         | Mercedes-Benz M159 6,2 L V8 Atmo        | M     | 86    | + 15 s 454          |
| 9    | GTD Pro | 14 | Vasser-Sullivan Racing         | Jack Hawksworth Ben Barnicoat       | Lexus RC F GT3                          | M     | 86    | + 18 s 029          |
| 9    | GTD Pro | 14 | Vasser-Sullivan Racing         | Jack Hawksworth Ben Barnicoat       | Toyota 2UR 5,0 L V8 Atmo                | M     | 86    | + 18 s 029          |
| 10   | GTD     | 96 | Turner Motorsport              | Bill Auberlen Robby Foley           | BMW M4 GT3                              | M     | 86    | + 25 s 791          |
| 10   | GTD     | 96 | Turner Motorsport              | Bill Auberlen Robby Foley           | BMW S58B30T0 3,0 L i6 M TwinPower Turbo | M     | 86    | + 25 s 791          |
| 11   | GTD Pro | 23 | Heart of Racing Team           | Ross Gunn (en) Alex Riberas         | Aston Martin Vantage AMR GT3            | M     | 86    | + 43 s 249          |
| 11   | GTD Pro | 23 | Heart of Racing Team           | Ross Gunn (en) Alex Riberas         | Aston Martin 4,0 L V8 Turbo             | M     | 86    | + 43 s 249          |
| 12   | GTD     | 32 | Gilbert / Korthoff Motorsports | Mike Skeen (en) Stevan McAleer      | Mercedes-AMG GT3 Evo                    | M     | 86    | + 46 s 179          |
| 12   | GTD     | 32 | Gilbert / Korthoff Motorsports | Mike Skeen (en) Stevan McAleer      | Mercedes-Benz M159 6,2 L V8 Atmo        | M     | 86    | + 46 s 179          |
| 13   | GTD Pro | 25 | BMW Team RLL                   | Connor De Phillippi John Edwards    | BMW M4 GT3                              | M     | 86    | + 54 s 079          |
| 13   | GTD Pro | 25 | BMW Team RLL                   | Connor De Phillippi John Edwards    | BMW S58B30T0 3,0 L i6 M TwinPower Turbo | M     | 86    | + 54 s 079          |
| 14   | GTD     | 51 | Rick Ware Racing               | Ryan Eversley (en) Aidan Read       | Acura NSX GT3 Evo22                     | M     | 86    | + 1 min 10 s 978    |
| 14   | GTD     | 51 | Rick Ware Racing               | Ryan Eversley (en) Aidan Read       | Acura 3,5 L V6 Turbo                    | M     | 86    | + 1 min 10 s 978    |
| 15   | GTD     | 99 | Team Hardpoint                 | Rob Ferriol Katherine Legge         | Porsche 911 GT3 R                       | M     | 86    | + 1 min 11 s 397    |
| 15   | GTD     | 99 | Team Hardpoint                 | Rob Ferriol Katherine Legge         | Porsche MA1.76/MDG.G 4,0 L Flat-6 Atmo  | M     | 86    | + 1 min 11 s 397    |
| 16   | GTD     | 39 | CarBahn avec Peregrine Racing  | Robert Megennis Jeff Westphal       | Lamborghini Huracán GT3 Evo             | M     | 86    | + 1 min 38 s 629    |
| 16   | GTD     | 39 | CarBahn avec Peregrine Racing  | Robert Megennis Jeff Westphal       | Lamborghini 5,2 L V10 Atmo              | M     | 86    | + 1 min 38 s 629    |
| 17   | GTD     | 44 | Magnus Racing                  | Andy Lally John Potter              | Aston Martin Vantage AMR GT3            | M     | 85    | + 1 tour            |
| 17   | GTD     | 44 | Magnus Racing                  | Andy Lally John Potter              | Aston Martin 4,0 L V8 Turbo             | M     | 85    | + 1 tour            |
| Abd. | GTD     | 42 | NTe Sport/SSR                  | Jaden Conwright Marco Holzer        | Lamborghini Huracán GT3 Evo             | M     | 1     | Sortie              |
| Abd. | GTD     | 42 | NTe Sport/SSR                  | Jaden Conwright Marco Holzer        | Lamborghini 5,2 L V10 Atmo              | M     | 1     | Sortie              |

## Pole position et record du tour
- Pole position :  Ross Gunn (en) (#23 Heart of Racing Team) en 1 min 43 s 953
- Meilleur tour en course :  Jordan Taylor (#3 Corvette Racing) en 1 min 45 s 455

## Tours en tête
- no 23 Aston Martin Vantage AMR GT3 - Heart of Racing Team : 47 tours (1-27 / 57-76)[3]
- no 9 Porsche 911 GT3 R - Pfaff Motorsports : 22 tours (28 / 46-56 / 77-86)
- no 25 BMW M4 GT3 - BMW Team RLL : 2 tours (29-30)
- no 3 Chevrolet Corvette C8.R GTD - Corvette Racing : 15 tours (31-45)

## À noter
- Longueur du circuit : 3,27 miles
- Distance parcourue par les vainqueurs : 281,22 miles